# 만다린 오리엔탈 청두
만다린 오리엔탈 청두는 중국 청두에 보류중인 마천루이다. 

## 같이 보기
- 중화인민공화국의 마천루 목록